# جسر ذو كمرات

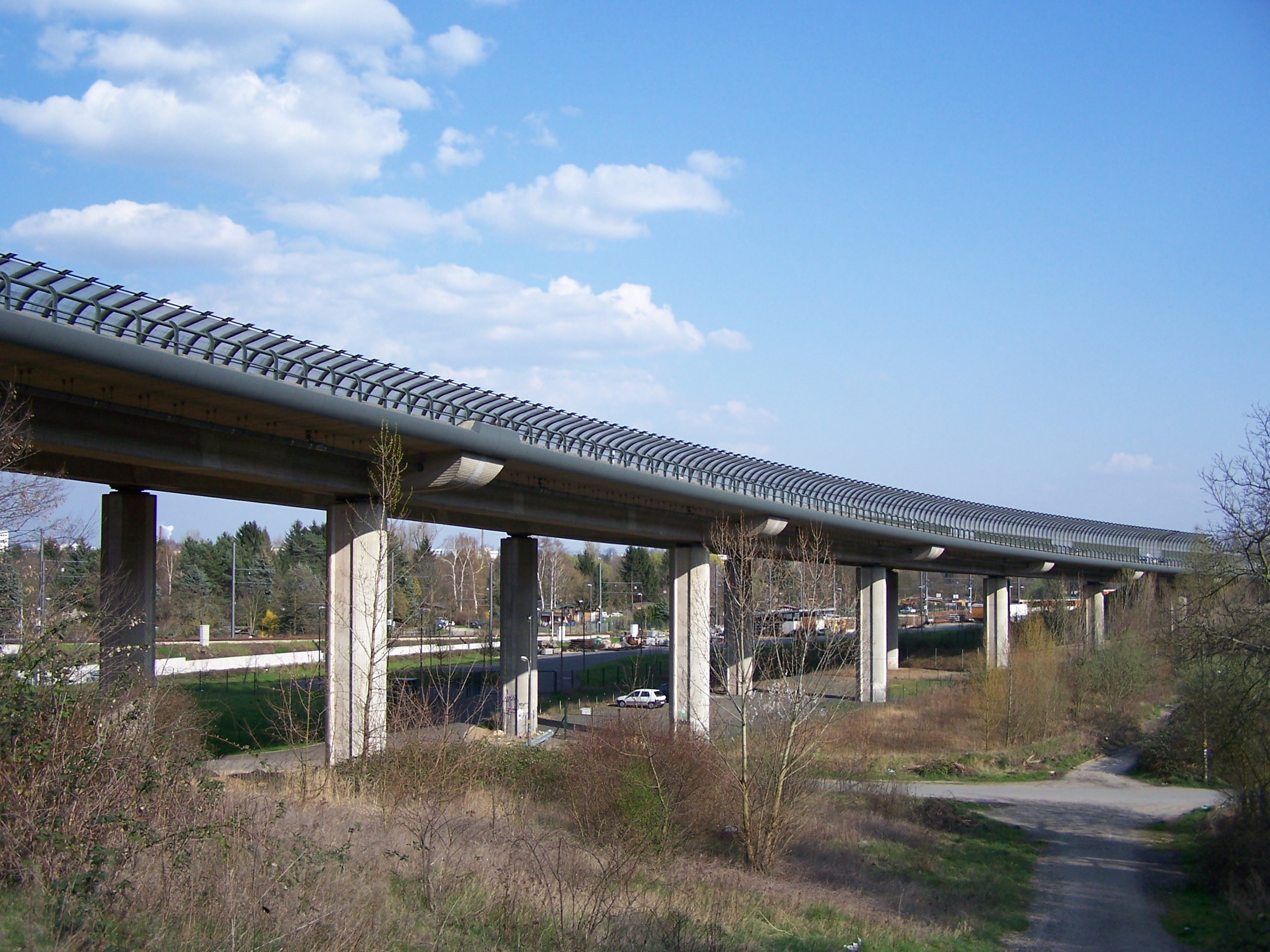
جسر ذو كمرات في فرانكفورت، ألمانيا.

الفرق بين مفاصل جسر الكمرات والجسر المعلق.

الجسور ذات الكمرات (بالإنجليزية: Beam bridge) نوع من الجسور يتألف قسمها العلوي من كمرات متعددة فولاذية أو خرسانية مصبوبة بالمكان مع بلاطة السطح في آن واحد أو مسبقة الصنع أو مسبقة الإجهاد. ويعتبر هذا النوع من الجسور أبسط الأشكال الهيكلية لإمتدادات الجسور المدعومة بدعامة في كل نهاية، بحيث لا ينتقل عزم القوة من خلالها، لذلك تعتبر داعم بسيط للجسور. ولكمرات هذا النوع من الجسور مقاطع بأشكال مختلفة مثل (كمرات بمقطع T ، كمرات بمقطع T مزدوج، كمرات بمقطع T ذو انتفاخ سفلي (Bulb Tee)، كمرات بمقطع I، كمرات بمقطع صندوقي، كمرات بمقطع قناة).